# Chronologie de l'Éthiopie
Pour un article plus général, voir Histoire de l'Éthiopie.
 (février 2024).
Cet article présente une chronologie de l'Éthiopie.

## Préhistoire
- Vers -3,18 millions d'années : Vie de Lucy (Australopithecus afarensis), dont le squelette fut découvert par l'équipe internationale de Donald Johanson, Maurice Taieb et Yves Coppens en 1974.
- -3 millions d'années : Premiers outils de pierre, des galets taillés découverts à Hadar.
- -1,7 million d'années : Galets aménagés et utilisation de l'éclat (Vallée de l'Awash, Melka Kunture).
- Vers -1,6 million d'années : Homo erectus associé à une industrie lithique de type acheuléen (Vallée de l'Omo)

## Antiquité
- Vers VIIIe siècle av. J.-C. : Fondation du Royaume de D'mt
- Ve – IIIe siècles av. J.-C. : Monuments et inscriptions appartenant à la culture du royaume de Saba.
- IIe siècle av. J.-C. : Apparition d'une nouvelle écriture, qui deviendra celle du guèze (éthiopien classique).
- Ier siècle : Fondation du royaume d'Aksoum.
- Vers 270 : La première monnaie du Royaume d'Aksoum est frappée sous l'empereur Endubis.
- Milieu du IVe siècle : Conversion au christianisme de l'empereur d'Aksoum Ezana.

## Moyen Âge
- Vers 350 : Annexion de Méroé (Soudan) par le royaume d'Aksoum.
- Vers 524 - 525 : Une expédition axoumite, préparée par Kaleb, renverse et tue Dhu Nuwas, roi de Himyar qui avait ordonné le massacre des chrétiens de Najran.
- Vers 547: Une expédition est lancée par Abraha afin de soumettre les tribus qui dominaient La Mecque. Il règnera sur l'Arabie du Sud.
- 590: Les Perses chassent les axoumites de la péninsule Arabique.
- Vers 615 - 616 : Fuyant les persécutions, un premier groupe de compagnons de Mahomet arrive à Axoum accueillis par Ashama ibn Abjar, souverain du royaume chrétien aksoumite.
- 702: Le royaume d'Aksoum  occupe le port de Jeddah afin de tenter l'invasion du Hedjaz.
- Vers milieu VIIe siècle : Début du déclin du royaume axoumite.
- VIIIe siècle : Occupation arabe du littoral de l'Éthiopie.
- Vers 1140 : Début du règne de la dynastie Zagoué
- Vers 1270 : Avènement de Yekouno Amlak et de la dynastie salomonide se réclamant de la descendance du roi Salomon.
- XIVe – XVe siècles : Lutte entre les rois d'Éthiopie et les sultanats musulmans établis à l'est et au sud du pays.
- 1350 : Abba Salama arrive en Éthiopie.

## Temps modernes
- 1445 : Bataille de Gomit, victoire de l'Empereur éthiopien Zara Yacoub sur les troupes du sultan d'Adal, Badlay ibn Sa'ad ad-Din.
- 1481 : La mission du Négus Negest Eskender arrive à Rome.
- Vers 1490 : La première mission portugaise arrive en Abyssinie. Elle est envoyée par Jean II de Portugal et dirigée par Pêro da Covilhã.
- 1509 : Une ambassade est dépêchée au roi du Portugal par Lebna-Dengel, l'émissaire arménien Matewos devait prévenir les princes chrétiens d'Europe des menaces islamiques qui pesaient sur l'empire éthiopien et obtenir une assistance.
- 1514 : L'émissaire Matewos arrive au Portugal et s'acquitte de sa mission.
- 1516 à 1846: Les Ottomans conquièrent une partie de l'Abyssinie correspondant approximativement à l'Érythrée actuelle.
- 1520 : Une ambassade portugaise dirigée par Rodrigo de Lima arrive en Abyssinie, elle observera la situation éthiopienne jusqu'en 1527; le chapelain de la mission, Francisco Alvares rédigera une œuvre décrivant cette situation pendant les sept années.
- 1527 : Ahmed Ibn Ibrahim Al-Ghazi, surnommé Ahmed Gragne, lance des campagnes d'invasion contre l'Éthiopie: début de la guerre Adal-Éthiopie.
- 18 mars 1528 : Bataille de Chimbera Couré, Ahmed Gragne remporte une victoire importante face aux troupes éthiopiennes.
- 1528 - 1533 : Le Dawaro, le Choa, le Wollo et le Tigray tombent sous le contrôle d'Ahmed Gragne.
- 1535 : Ahmed Gragne s'empare du Godjam.
- 10 février 1540 : Débarquement à Mitsiwa de 400 mousquetaires portugais, conduits par Cristovão da Gama, venus soutenir l'Empereur Gelawdewos face à Ahmed Gragne.
- 25 mars 1542 : Première rencontre entre les troupes portugaises et celles de Gragne : la bataille est remportée par les portugais.
- 16 avril 1542 : Victoire portugaise contre Ahmed Gragne.
- 28 août 1542 : Bataille de Wofla, victoire d'Ahmed Gragne, Cristovão da Gama est capturé et sera décapité.
- 21 février 1543 : Bataille de Wayna Daga: Ahmed Gragne est tué. La guerre se termine par une victoire éthiopienne avec l'aide portugaise.
- 1545 : Gelawdewos arrive dans le Balé et expulse les musulmans.
- 1550 - 1580 : Avancée des peuples Oromos.
- 1550 : Reprise des attaques musulmanes menées par Nur ibn al-Wazir Mujahid.
- 1559 : Gelawdewos est tué lors d'une bataille face à Nur ibn al-Wazir.
- 1557 : Arrivée des jésuites. Début de la mission visant à réunir les Églises copte et catholique. Les Turcs ottomans s'emparent de Massaoua et d'Arkiko.
- 1582 : Campagnes de Sarsa Dengel contre les Falashas.
- 1587 : Nouvelles campagnes de Sarsa Dengel contre les Falashas.
- 1606-1632 : règne du Négus Sousnéyos
- 1621 : Le Négus Negest Sousnéyos se convertit au catholicisme sous la pression des jésuites.
- 1632 : Le roi Fazilidas rétablit la religion nationale et expulse les jésuites.
- Vers 1636 : Gondar devient la capitale de l'Éthiopie. Début de la période dite "gondarienne".
- 1755 : Mort de Iyassou II. Début de la Période du Zemena Mesafent (ou "Ere des princes").
- 16 novembre 1841: La Grande-Bretagne conclut un traité d'amitié avec le Négus Sahle Selassié.
- 1846 à 1876: Les Ottomans quittent la Corne de l'Afrique et les Égyptiens s'installent à leur place.
- 1847 : Kassa Hailou retrouve la souveraineté sur le Dembya dont Menen Liben Amede s'était arrogé les revenus.
- 2 novembre 1849: La Grande-Bretagne et l'Empire éthiopien concluent un traité d'amitié et de commerce. L'expédition de Napier amènera à la dénonciation du traité.
- 1852 : Victoire de Kassa Hailou face aux troupes du Ras Ali II.
- 29 juin 1853 : Bataille d'Aichal, victoire décisive de Kassa Hailou. Fin du Zemene Mesafent.
- 5 février ou 11 mars 1855 : Bataille de Darasge, victoire de Kassa Hailou face à Wubé.
- 11 février 1855 : Kassa Hailou est couronné, par l'Abune Selama, Negusse Negest d'Abyssinie sous le nom de Tewodros II.
- 1860 : Tewodros annonce une réforme du clergé qui provoque un tollé au sein de l'Église éthiopienne orthodoxe.
- 1863 : Tewodros envoie une lettre à la Reine Victoria, l'Empereur n'obtiendra aucune réponse.
- 1864 : L'Abune Selama est emprisonné à Magdala sous ordre de Tewodros II.
- Janvier 1864 : Cameron, consul britannique, est emprisonné.
- Avril 1864 : Tewodros II proscrit l'Islam dans tout l'Empire.
- 26 janvier 1866 : Rencontre entre Tewodros II et Hormuzd Rassam, représentant du Foreign Office.
- Juillet 1866 : M. Flad, missionnaire captif en Abyssinie, arrive à Londres pour présenter les points de vue de Tewodros II.
- 21 août 1867: La Reine Victoria du Royaume-Uni écrit une lettre à Tewodros II annonçant l'envoi d'une expédition militaire.
- 10 avril 1868 : Bataille d'Arogue, victoire des britanniques.
- 13 avril 1868 : Assaut des forces anglaises sur Magdala. Tewodros II se donne la mort.
- 20 mai 1868: Le Sultan de l'Empire ottoman transfère Mitsiwa à l'Égypte.
- Juin 1868 : Wagshum Gobeze est reconnu comme Négus Negest.
- Août 1868 : Wagshum Gobeze est couronné sous le nom de Tekle Guiorguis II.
- 1869 : Acquisition par un missionnaire italien, Giuseppe Sapto, d'Assab pour le compte de la Société de Navigation Rubattino.
- 12 janvier 1872 : Tekle Giorgis est détrôné par le dejazmach Kassay Mercha.

## Sous YohannesIV, de 1872 à 1889
(12 janvier 1872 au 10 mars 1889)
- 21 janvier 1872 : Tekle Giorgis est détrôné par le dejazmach Kassay Mercha qui devient le negus Negest d'Abyssinie.
- 4 juillet 1872 : Kassay Mercha est couronné negus Negest à la basilique d'Axoum sous le nom de Yohannes IV.
- 1875 : L'Égypte entreprend un programme d'invasion de l'Abyssinie. Soumission du ras Adal Tessema au Negusse Negest.
- 18 septembre 1875 : Harar est occupé par les Égyptiens.
- 23 octobre 1875 : Yohannes IV déclare la guerre aux Égyptiens.
- Novembre 1875 : 500 soldats Égyptiens entrent dans l'Awasa, ils sont tous tués par les Afars.
- 16 novembre 1875 : Bataille de Gundet, défaite égyptienne.
- 1876 : Une grande partie de la province du Wello est sous autorité de Ménélik, fait inquiétant pour le Negusse Negest Yohannes IV.
- Février 1876 : Expédition égyptienne vers l'Abyssinie.
- 7 mars au 9 mars 1876 : Bataille de Gura, victoire décisive des troupes éthiopiennes menées par le Shaleqa Alula Engida face aux troupes égyptiennes qui se retirent à Mitsiwa. Fin de la guerre égypto-éthiopienne.
- 9 octobre 1876 : Yohannes IV élève Alula Engida à la dignité de ras.
- 20 mars 1878 : Traité de Fitché (ou traité de Borumeda) : Ménélik II fait acte de soumission à Yohannes IV à Dembaro, la guerre civile est évitée de justesse.
- 1879 : Début des conquêtes de Menelik II.
- 1881 : Ras Gobena Dachi force le Kaffa à payer un tribut. Jimma, Limmu, Gera et Guma deviennent des États tributaires.
- 20 janvier 1881 : Yohannes IV nomme Adal Tessema negus du Kaffa et du Gojam sous le nom de Tekle Haimanot.
- 1882 : Signature d'un traité entre Yohannes IV et Ménélik II confirmant le traité de Fitché. Assab est transféré au gouvernement italien.
- 6 juin - 7 juin 1882 : Bataille d'Embabo : défaite et renvoi des terres oromos du negus Tekle Haimanot du Gojam. Ménélik contrôle le sud-ouest.
- 22 octobre 1882 : Fiançailles entre Zaoditou, fille de Ménélik, et Araya Selassié, fils de Yohannes IV.
- 15 mars 1883: L'Italie conclut un traité de paix et d'amitié avec Mohamed Hanfari, sultan d'Assab et chef des Danakils. Le traité prévoit entre autres la libre circulation des biens italiens d'Assab et de l'Aoussa vers la côte de la mer Rouge.
- 21 mai 1883: Signature d'un traité de paix et d'amitié entre le Choa et l'Italie.
- 3 juin 1884 : Signature du traité d'Adoua (ou traité de Hewett) entre l'Abyssinie, la Grande-Bretagne et l'Égypte visant à normaliser les relations entre ces trois États.
- 5 février 1885: L'acquisition de Metsewa par l'Italie est annoncée par le vice-amiral Paolo Caimi.
- 23 septembre 1885 : Victoire du ras Alula Engida sur les troupes mahdistes à la bataille de Koufit.
- 1886 : Fondation d'Addis-Abeba. Campagne du Ras Darge Sahle Selassié en Arsi, il sera nommé gouverneur après la bataille d'Azoulé en septembre.
- 1887 : Conquête du plateau de Harar et annexion de l'Illubabor par Menelik.
- 26 janvier 1887 : Bataille de Dogali : Victoire du Ras Alula Engida sur les troupes italiennes.
- 1er mai 1887: L'Italie impose à l'Abyssinie un blocus sur les armes.
- 7 juillet 1887: Convention signée entre Mohamed Hanfari et les Italiens abolissant le commerce des esclaves.
- 20 octobre 1887: Signature d'un traité d'amitié, il interdit aux Italiens d'annexer des régions sous souveraineté éthiopienne.
- Novembre 1887 : Envoi de la mission Portal par le gouvernement britannique pour négocier une paix entre l'Abyssinie et l'Italie.
- 1888 : Mort d'Araya Selassié.
- 10 mars 1889 : Mort du negus Negest Yohannes IV à la bataille de Metemma.

## Sous MenelikII, de 1889 à 1913
(3 novembre 1889 au 12 décembre 1913)
- 2 mai 1889 : Signature du Traité de Wouchalé entre Menelik II et l'Italie.
- 3 novembre 1889 : Menelik II est couronné Negusse Negest.
- 1er janvier 1890 : L'Italie institue sa colonie de la mer Rouge sous le nom de Colonia Eritrea.
- 1891 : Conquête de l'Ogaden, du Balé, du Sidamo (sans le Borana) et du Welayta.
- 10 avril 1891 : Menelik II envoie une lettre aux puissances étrangères définissant la politique extérieure de l'Abyssinie.
- 1893 : Création de la Poste. Intégration complète du Kembata.
- 9 mars 1893 : Signature de la concession relative à la construction du chemin de fer djibouto-éthiopien.
- 1894 : Le Kaffa est occupé, le Gofa et le Wollamo sont conquis.
- 1895 : Adhésion de la Poste éthiopienne à l'Union postale universelle.
- 19 juillet 1895: Un décret de l'Allemagne interdit l'exportation d'armes et de munitions de ses colonies est-africaines vers l'Abyssinie et la Somalie.
- 17 septembre 1895 : Menelik II fait publier une proclamation qui est en réalité une déclaration de guerre.
- 13 janvier au 14 janvier 1895 : Bataille de Coatit, défaite des forces éthiopiennes du Ras Mengesha Yohannes par le général italien Oreste Baratieri.
- 15 janvier 1895 : Bataille de Senafé, défaite des forces éthiopiennes du Ras Mengesha Yohannes par le général Baratieri.
- 7 décembre 1895 : Les troupes éthiopiennes remportent bataille d'Amba Alagi face aux Italiens du général Baratieri.
- 1896 - 1897 : Campagnes dans le Borena.
- 1er mars 1896 : Menelik II remporte la bataille d'Adoua contre les italiens repoussant définitivement la menace coloniale.
- 26 octobre 1896 : Signature du traité d'Addis-Abeba entre l'Abyssinie et l'Italie.
- 20 mars 1897: Traité franco-éthiopien délimitant la frontière entre la colonie française correspondant aujourd'hui à Djibouti et l'Abyssinie.
- 14 mai 1897: Traité anglo-éthiopien délimitant la frontière entre l'Abyssinie et la Somalie britannique.
- 1898 : Le Beni Shangul, le Goldea et le Maji sont conquis. Campagne contre la variole.
- 10 juillet 1900: Un traité signé entre l'Abyssinie et l'Italie définit la frontière entre la colonie d'Érythrée et l'Empire éthiopien.
- 15 mai 1902: Traité éthio-britannique concernant d'éventuels travaux sur le Nil.
- 1903 : Un institut d'émission produisant la monnaie est créé.
- 27 juin 1903: Traité éthio-britannique délimitant la frontière entre le Soudan et l'Abyssinie.
- 27 décembre 1903: Traité signé entre l'Abyssinie et les États-Unis régulant les relations commerciales.
- Mars 1905 : La Banque d'Abyssinie est créée.
- 7 mars 1905: L'Abyssinie et l'Allemagne concluent un traité d'amitié et de commerce.
- 1906 : Ouverture de la première école publique à Addis Abeba: l'école Menelik II. Le premier journal national Aymero est imprimé sur une presse commandée par Ménélik.
- 13 décembre 1906 : Signature d'un accord entre la France, l'Angleterre et l'Italie reconnaissant l'indépendance de l'Empire éthiopien mais le divisant en trois sphères d'influence.
- 1907 : Création du Cabinet des ministres éthiopien.
- 6 décembre 1907: Traité éthio-britannique délimitant les frontières entre les colonies anglaises du Kenya et de l'Ouganda et l'Abyssinie.
- 16 mai 1908 : Traité italo-éthiopien délimitant les frontières entre l'Abyssinie et les colonies anglaises d'Érythrée et la Somalie italienne.
- 1908 : Réforme du système judiciaire. Le premier roman amharique, écrit par Afeworq Gebre Eyesus, est imprimé à Rome.
- Juillet 1908 : Première réunion du premier Conseil des ministres éthiopien.
- 5 août 1909 : Le Ras Tessema est nommé Régent plénipotentiaire.
- 30 octobre 1909 : Lecture du testament du Negusse Negest Menelik II: Lij Iyasou héritier.
- 12 décembre 1913 : Mort de Menelik II. Lij Iyasou est désigné Negusse / Négus Negest.
- 1915 : Les premiers billets de la Banque d'Abyssinie sont émis.
- 27 septembre 1916 : Proclamation annonçant la destitution de Lij Iyasou.
- 2 octobre 1916 : Zaouditou est proclamée Nigiste Negest.
- 27 octobre 1916 : Bataille de Ségalé, victoire des troupes du Fitawrari Habte Gyorgis face au Négus Mikaél du Wello.
- 11 février 1917 : couronnement de Zaoditou, première femme chef d'État d’un pays indépendant. Achèvement du chemin de fer djibouto-éthiopien.
- 9 novembre 1918 : édit interdisant le commerce des esclaves.
- 1919 : Création d'une école de formation militaire.
- 29 septembre 1919: Tafari Mekonnen devient président du Conseil des ministres.
- 1920 : un complot impliquant Balcha Safo et Bejirond Webeshat Hayle visant Tafari Mekonnen est déjoué.
- 30 janvier 1921: Iyasou est capturé.
- 15 septembre 1923 : proclamation éthiopienne sur la répression de la traite des esclaves.
- 28 septembre 1923 : admission de l'Éthiopie à la Société des Nations et à l'Organisation internationale du travail.
- 1924 : début de publication de l'hebdomadaire Berhanena Selam (Lumière et Paix).
- 31 mars 1924 : décret de Tafari Mekonnen sur l'émancipation progressive des esclaves.
- 9 avril 1924 : décret de Tafari Mekonnen sur le contrôle des armes.
- 16 avril 1924 : départ de Tafari Mekonnen pour un voyage vers l'Europe.
- 4 septembre 1924 : retour de Tafari Mekonnen d'Europe.
- 1925 : création d'une école secondaire portant le nom de Tafari Makonnen.
- 1926 : instauration d'une taxe de 6 % pour l'éducation sur toutes les importations et les exportations.
- 1927 - 1928 : Nouveau complot mené par Balcha Safo visant Tafari Mekonnen. La tentative échoue, Balcha est assigné dans un monastère.
- 2 août 1928 : Traité d'amitié italo-éthiopien.
- 6 octobre 1928 : Tafari Mekonnen reçoit le titre de "Roi d'Éthiopie, héritier du Trône et Régent plénipotentiaire".
- 18 août 1929 : Arrivée du premier avion en Éthiopieà Addis Abeba.
- 1930 : Promulgation du nouveau Code pénal.
- 2 avril 1930 : Mort de Zaoditou. Tafari Mekonnen est proclamé Negusse Negest.

## Sous Hailé Sélassié Ier, de 1930 à 1974
(2 avril 1930 au 12 septembre 1974)
- 2 avril 1930 : mort de Zaoditou. Tafari Mekonnen est proclamé negusse negest.
- 2 novembre 1930 : Tafari Mekonnen est couronné negusse negest sous le nom de Hailé Sélassié Ier. À cette occasion, le premier hymne éthiopien est joué.
- 1931 : Hailé Sélassié fait rattacher la Banque d'Abyssinie au gouvernement afin de la transformer en Banque d'Éthiopie.
- 16 juillet 1931 : Hailé Sélassié Ier dote le pays de sa première constitution.
- 3 novembre 1931 : Hailé Sélassié Ier préside l'ouverture du nouveau parlement.
- 20 mai 1932 : évasion de Iyassou.
- 27 mai 1932 : le ras Hailu Tekle Haimanot est arrêté.
- Fin mai 1932 : Iyassou est capturé et interné dans la province de Harar.
- 27 juin 1932 : procès de Iyassou, condamné à mort, la sentence est commuée en emprisonnement et tous ses biens sont confisqués.
- 1934 : Inauguration du nouvel édifice du parlement et fin de la construction du palais impérial Genetta Leul ("Paradis du Prince") (qui deviendra plus tard l'Université d'Addis Abeba).
- 5 décembre 1934 : incident de Walwal.
- 16 mars 1935 : appel de l'Éthiopie à la SDN.
- 5 août 1935 : adhésion du gouvernement éthiopien aux conventions et déclarations de La Haye de 1907 et 1909.
- 2 octobre 1935 : déclaration de guerre de Benito Mussolini.
- 3 octobre 1935 : début de la Seconde guerre italo-éthiopienne, l'Italie envahit l'Éthiopie.
- 5 octobre 1935 : le président des États-Unis Franklin Delano Roosevelt impose un embargo sur les armes à l'Éthiopie et à l'Italie.
- 18 novembre 1935 : à la suite de l'invasion de l'Éthiopie, la SDN adopte des sanctions visant certaines importations et exportations italiennes.
- 25 novembre 1935 : un communiqué éthiopien annonce le décès de Iyassou.
- 28 novembre 1935 : Hailé Sélassié quitte Addis Abeba pour Dessie afin de se rapprocher du front.
- 31 mars 1936 : bataille de Maychew, victoire déterminante des Italiens sur les troupes éthiopiennes.
- 12 avril 1936 : Hailé Sélassié se retire à Lalibela où il reste dans l'église Medhane Alem pendant deux jours sans manger ni boire[réf. nécessaire].
- 15 avril 1936 : Hailé Sélassié retrouve le détachement principal[Lequel ?].
- 28 avril 1936 : Hailé Sélassié arrive à Fiché.
- 1er mai 1936 : réunion du conseil de la couronne qui se prononce à 21 voix contre 3 contre le départ du negusse negest.
- 2 mai 1936 : Hailé Sélassié, accompagné de la famille impériale et de nobles et officiers, prend le train pour Djibouti.
- 4 mai 1936 : Hailé Sélassié embarque sur un navire britannique remontant la mer Rouge.
- 5 mai 1936 : fin des combats de la Seconde guerre italo-éthiopienne, début de la guérilla. Entrée des troupes italiennes dans la capitale Addis Abeba. Début de l'occupation italienne, l'Abyssinie occupée est rattachée à l'Érythrée et à la Somalie formant ainsi l'Afrique orientale italienne. Le Maréchal Pietro Badoglio est nommé vice-roi d'Abyssinie et gouverneur général de l'AOI.
- 9 mai 1936 : Vittorio Emanuele III est nommé roi des rois d'Éthiopie par le pouvoir italien.
- 22 mai 1936 : Rodolfo Graziani est nommé vice-roi d'Abyssinie et gouverneur général de l'AOI, il remplace le maréchal Badoglio.
- 29 juin 1936 : fin de l'embargo des États-Unis sur les armes.
- 30 juin 1936 : discours de Hailé Sélassié à la SDN.
- 28 juillet et 29 juillet 1936 : attaques des résistants sur Addis Abeba. Ces attaques sont repoussées
- 19 février au 21 février 1937 : Massacre de Graziani, près de 30 000 civils éthiopiens sont tués en trois jours dans les rues d'Addis Abeba.
- 17 mars 1937 : la Société des Nations rejette une requête de Hailé Sélassié I demandant la mise en place d'une commission d'enquête sur les crimes de guerre italiens.
- Novembre 1937 : Amédée II de Savoie-Aoste remplace Graziani au poste de vice-roi d'Abyssinie et gouverneur général de l'AOI.
- Avril 1938 : La France et l'Angleterre concluent un accord avec l'Italie prévoyant le retrait de leurs représentations diplomatiques de la capitale éthiopienne, Addis Abeba.
- 12 mai 1938 : Hailé Sélassié Ier intervient devant le Conseil de la SDN.
- 12 juin 1940 : Hailé Sélassié Ier propose aux Alliés la participation de l'Abyssinie à leurs côtés.
- 20 juin 1940 : après un exil à Bath, Hailé Selassié arrive à Khartoum.
- 19 janvier 1941 : victoire britannique en Érythrée.
- 20 janvier 1941 : retour de Hailé Sélassié Ier en Éthiopie, il est accompagné de la Force Gidéon du général Wingate. Ils entrent par la ville d'Omedla.
- 17 mars 1941 : les troupes britanniques prennent Djidjiga.
- 24 mars 1941 : un contingent britannique venu d'Aden arrive à Berbera.
- 26 mars 1941 : les forces italiennes quittent Keren.
- 27 mars 1941 : le contingent britannique d'Aden prend Harar.
- 6 avril 1941 : Hailé Sélassié entre dans Debre Markos. Le ras Hailu Tekle Haimanot fait acte de soumission au negusse negest.
- 5 mai 1941 : Hailé Sélassié entre dans Addis Abeba. Fin de l'occupation italienne avec la Campagne d'Afrique de l'Est.
- 11 mai 1941 : nomination de sept ministres par Hailé Sélassié, Wolde Giyorgis Wolde Yohannes devient ministre de la Plume.
- 28 novembre 1941 : le British War Office annonce la fin de la campagne d'Afrique de l'Est.
- 1942 : création du journal officiel éthiopien, la Negarit Gazeta. Nouveau découpage administratif : création de nouvelles provinces.
- 1942 - 1943 : révolte woyané dans le Tigray.
- 31 janvier 1942 : accord entre l'Angleterre et l'Éthiopie.
- 26 août 1942 : Création de la Banque d'État d'Éthiopie.
- 27 août 1942 : Édit sur la réorganisation de l'administration. Édit sur l'abolition de l'esclavage.
- 1er décembre 1942 : L'Éthiopie déclare la guerre à l'Allemagne, l'Italie et le Japon.
- 1943 : création du poste de Premier ministre, Makonnen Endelkachew est le premier à occuper ce poste.
- Janvier - Février 1943 : Expédition militaire contre la rébellion menée par Belay Zeleqe.
- Mars 1943 : Belay Zeleqe est arrêté.
- 1er juillet 1943: l'Éthiopie et l'URSS acceptent d'établir des relations diplomatiques.
- 9 août 1943 : accord d'assistance mutuelle signé entre l'Éthiopie et les États-Unis.
- 30 novembre 1943 : le gouvernement italien retire le tire d'empereur d'Éthiopie à Vittorio Emanuele III.
- 1944 : un plan industriel pour dix ans est mis au point.
- 13 février 1944 : rencontre en Égypte entre Hailé Sélassié et Franklin Delano Roosevelt.
- 27 août 1944 : décret de Hailé Sélassié interdisant aux Églises étrangères d'opérer ou d'amener à la conversion dans des régions majoritairement chrétiennes orthodoxes.
- 19 décembre 1944 : traité anglo-éthiopien confirmant la souveraineté entière de l'État éthiopien.
- 17 mai 1945 : Ouverture du premier circuit radiotélégraphique entre l'Éthiopie et les États-Unis.
- Juillet 1945 : Création du birr, la monnaie éthiopienne.
- 6 septembre 1945 : Sinclair Oil annonce avoir reçu, de Hailé Sélassié I, une concession d'exploration de 50 ans.
- 13 novembre 1945 : adhésion de l'Éthiopie à l'ONU.
- 27 décembre 1945 : l'Éthiopie signe les accords de Bretton Woods.
- 30 décembre 1945 : création de la compagnie Ethiopian Airlines.
- 25 mars 1946 : l'Éthiopie reçoit des États-Unis un crédit d'un million de dollars afin d'acquérir du matériel militaire américain.
- 1948 : une grande partie de l'Ogaden revient sous souveraineté éthiopienne, la Grande-Bretagne garde le Haud qui sera cédé en 1954.
- 25 mai 1949 : accord Éthiopie - États-Unis autour d'un programme de crédit-bail à Addis Abeba.
- 1er juin 1949 : L'Éthiopie est le premier État à signer la convention pour la prévention et la répression du crime de génocide.
- 1950 - 1953 : Des contingents éthiopiens participent à la guerre de Corée sous le drapeau de l'ONU.
- 29 janvier 1950 : L'Éthiopie s'oppose une décision de l'ONU plaçant la Somalie sous administration de Guglielmo Nasi, considéré coupable de crimes de guerre par les Alliés.
- 2 décembre 1950 : L'Assemblée générale des Nations unies adopte la résolution 390 fédérant l'Érythrée à l'Éthiopie, qui place l'ancienne colonie italienne sous souveraineté éthiopienne.
- 6 décembre 1950 : l'Éthiopie et l'Italie acceptent d'«oublier le passé» et renouent leurs relations diplomatiques et commerciales.
- 14 juin 1951 : accord américano-éthiopien préparant la mise en place du Point Four Program.
- 21 juillet 1951 : huit personnalités éthiopiennes dont l'ancien président du parlement bitwoded Negash sont jugées par un tribunal spécial à Addis Abeba pour avoir planifié l'assassinat d'Hailé Sélassié I et la mise en place d'une république.
- 1952 : Tedla Bairou est élu par l'assemblée érythréenne au poste de chef de l'exécutif.
- 15 mai 1952 : l'Éthiopie et les États-Unis signent un accord d'aide technique du programme Point Four.
- 10 juillet 1952 : adoption de la constitution fédérant l'Érythrée à l'Éthiopie par l'assemblée érythréenne.
- 11 septembre 1952 : Hailé Sélassié signe l'acte fédéral au sujet de l'Érythrée.
- 15 septembre 1952 : fin de l'administration britannique de l'Érythrée qui est officiellement fédérée à l'Éthiopie.
- 22 mai 1953 : signature d'un accord d'assistance militaire à Washington entre l'Éthiopie et les États-Unis.
- 6 août 1953 : signature d'un traité d'amitié et d'assistance économique entre l'Éthiopie et les États-Unis.
- 1954 : retour du Haud, partie de l'Ogaden, sous souveraineté éthiopienne.
- 14 mai 1954 : l'Éthiopie accorde aux États-Unis le droit d'installer une base militaire d'une durée de 99 ans.
- 18 avril - 26 avril 1955 : participation de l'Éthiopie à la conférence de Bandoung.
- 4 novembre 1955 : promulgation d'une nouvelle constitution.
- 23 juillet 1955 : promulgation du nouveau code pénal.
- Août 1955 : démission de Tedla Bairou.
- 2 novembre 1955 : ouverture du premier Parlement élu.
- 1956 : première visite de Hailé Sélassié aux États-Unis. Adoption d'un premier plan quinquennal pour développer l'économie.
- Septembre 1956 : une nouvelle assemblée érythréenne est élue, Idriss Mohammed Adem devient le président de l'assemblée.
- 1957 : fondation de l'école des beaux-arts à Addis Abeba. Démission d'Idriss Mohammed Adem.
- 15 février 1957 : Hailé Sélassié I accuse l'Égypte de vouloir monter la minorité musulmane éthiopienne contre les orthodoxes; le negusse Negest, craignant la mise en place d'une Grande Somalie dominée par l'Égypte, demande aux États-Unis une aide militaire.
- 11 mars 1957 : visite de Richard Nixon en Éthiopie. Il demande l'autorisation de construire un centre de communications proche d'Asmera et des installations portuaires de Mitsiwa.
- 1958 : fondation du Mouvement de libération de l'Érythrée (MLE).
- Décembre 1958 : l'assemblée érythréenne supprime le drapeau érythréen.
- 1959 : création du cabinet privé impérial. L'assemblée érythréenne adopte la législation éthiopienne.
- 17 février 1959 : l'Éthiopie annonce ne pas s'opposer à l'union de la Somalie britannique et la Somalie italienne.
- Été 1959 : visite de Hailé Sélassié à Nikita Khrouchtchev en URSS.
- 1960 : création de la province du Balé.
- Début des années 1960 : participation de l'Éthiopie à l'opération de paix de l'ONU au Congo.
- Mai 1960 : le nom du gouvernement érythréen est modifié et devient "Administration érythréenne sous Hailé Sélassié, empereur d'Éthiopie".
- 5 mai 1960 : promulgation du nouveau code civil, commercial et maritime.
- 10 septembre 1960 : Abebe Bikila remporte l'épreuve du marathon aux Jeux olympiques devenant ainsi le premier athlète africain noir à remporter une médaille d'or.
- 13 décembre 1960 : début de la tentative de coup d'État des frères Mengistu et Germane Neway profitant de l'absence de Hailé Sélassié qui était en voyage au Brésil. Création d'un conseil de la révolution clandestin, le prince héritier Asfa Wossen Assrate est capturé, plusieurs bâtiments gouvernementaux sont occupés.
- 14 décembre 1960 : annonce par le conseil de la révolution clandestin de la formation d'un gouvernement avec le ras Imrou Hailé Sélassié à sa tête, Asfa Wossen comme monarque constitutionnel et Mulugeta Buli comme chef des forces armées.
- 15 décembre 1960 : Asfa Wossen approuve à la radio le coup d'État. Il affirmera qu'il y avait été obligé.
- 16 décembre 1960 : Hailé Sélassié arrive à Asmara de retour du Brésil.
- 17 décembre 1960 : échec du coup d'État après l'intervention de l'armée. Les frères Neway exécutent 18 otages.
- 1er septembre 1961 : création du Front de libération érythréen (FLE), le premier coup de feu des séparatistes érythréens contre les forces gouvernementales éthiopiennes est tiré par Hamid Idris Awate. Cet évènement marque aux yeux du gouvernement érythréen actuel, le début officiel de 30 années de lutte.
- 1962 : création de l'Institut des études éthiopiennes au sein de l'Université d'Addis Abeba par Richard Pankhurst. Un deuxième plan quinquennal, axé sur l'industrie, est adopté.
- 14 novembre 1962 : l'assemblée érythréenne vote sa propre dissolution, l'Érythrée devient une province éthiopienne.
- 1963 : fondation du Front national de libération de l'Ogaden. Début de la révolte du Balé.
- 1963 : la Banque d'État est remplacée par la Banque nationale d'Éthiopie comme banque centrale et la Banque commerciale d'Éthiopie.
- Janvier 1963 : parution du premier numéro  du Journal of Ethiopian Studies.
- 25 mai 1963 : conférence d'Addis-Abeba et signature de la Charte qui met sur pied l'Organisation de l'unité africaine.
- Août 1963 : accords d'assistance signés entre l'Éthiopie et le Kenya.
- Octobre 1963 : accord sur les frontières entre l'Éthiopie et le Kenya.
- 30 septembre au 7 octobre 1963 : visite du negusse negest à John F. Kennedy.
- 22 novembre 1963 : adhésion de la Confédération des Syndicats éthiopiens à la Confédération internationale des syndicats libres. L'Éthiopie et le Kenya signent un pacte de défense mutuel.
- 25 novembre 1963 : Hailé Sélassié assiste aux funérailles de John F. Kennedy.
- 27 décembre 1963 : ratification du pacte de défense mutuel entre l'Éthiopie et le Kenya.
- 1964 : Offensive générale des rebelles dans des régions oromos contre des postes de police. Asrate Kassa est nommé enderassé en Érythrée et remplace Abiye Abebe.
- 30 janvier au 2 février 1964 : visite de Zhou Enlai à Haile Selassie à Asmara.
- 30 mars 1964 : accords de cessez-le-feu entre l'Éthiopie et la Somalie.
- 31 mars 1964 : accord d'extradition entre l'Éthiopie et le Soudan.
- 21 octobre 1964 : Abebe Bikila remporte l'épreuve du marathon aux Jeux olympiques et devient le premier double champion olympique de la discipline.
- Décembre 1964 : manifestations du mouvement de libération de l'Érythrée.
- 1965 : visite de la reine Élisabeth II et du prince Philip en Éthiopie. L'ensemble du Balé est touché par la révolte, le général Waqo Goutou prend la tête de la rébellion.
- Février - Mai 1965 : troubles universitaires.
- 1966 : Troisième Conférence des études éthiopiennes, première à se tenir en Éthiopie, Addis Abeba devient le centre des études du pays.
- Mars 1966 : l'administrateur du district de Genalé et des membres de son équipe sont tués dans une embuscade.
- 26 août au 28 août 1966 : visite du général De Gaulle en Éthiopie.
- 16 septembre 1966 : Hailé Sélassié I déclare que Djibouti fait «partie intégrante» de l'Éthiopie.
- Décembre 1966 : la loi martiale est instaurée dans le Balé et dans le Borena.
- 1967 : visite de Hailé Sélassié aux États-Unis. Début de la rébellion du Godjam.
- Avril 1967 : manifestations des étudiants.
- 11 septembre 1967 : réunion de l'OUA, Hailé Sélassié devient président du "Comité consultatif" chargé du problème du Biafra.
- Mars 1968 : manifestations d'étudiants, l'Université est gardée par la troupe.
- 22 août 1968 : Hailé Sélassié propose la création d'un « couloir de la miséricorde » afin de secourir la population du Biafra.
- Fin 1968 : l'aviation éthiopienne bombarde les cantonnements rebelles pour mettre fin à la révolte dans le Balé.
- Automne 1968 à janvier 1969 : troubles dans l'enseignement.
- 3 mars 1969 : l'Université est fermée.
- 11 mars 1969 : une bombe explose dans un avion appartenant à Ethiopian Airlines à Francfort blessant des employées allemandes et causant deux millions de dollars de dégâts.
- 15 mars 1969 : le Front de libération érythréen revendique l'attentat du 15 mars.
- Mai 1969 : à la suite de concessions du gouvernement, la révolte du Godjam prend fin.
- 9 septembre 1969 : le consul général des États-Unis à Asmera est capturé par des membres du FLE, ils lui expliquent les projets du mouvement après quoi ils le relâchent.
- Septembre 1969 : des étudiants arrêtés sont libérés.
- Fin 1969 : des rebelles du Balé commencent à se rendre.
- 28 décembre 1969 : Tilahun Gizaw, président de l'Union des Étudiants, est assassiné par un inconnu.
- Début 1970 : premières volontés d'instaurer la loi martiale en Érythrée.
- Janvier 1970 : voyage de Hailé Sélassié en Italie.
- Février 1970 : l'armée éthiopienne encercle le général Waqo Goutou qui abdique et marquant la fin de la rébellion du Balé.
- 9 juin 1970 : l'Éthiopie et le Kenya signent un traité délimitant leur frontière.
- 18 octobre 1970 : on apprend, par un témoignage rendu public par le Département d'État, que l'Éthiopie et les États-Unis avaient conclu un accord non publié impliquant une assistance militaire des États-Unis à l'Éthiopie en échange du droit d'agrandir la base militaire de Kagnew.
- 26 décembre 1970 : proclamation de l'état d'urgence en Érythrée.
- 15 mars 1971 : le negusse negest échappe à un accident d'hélicoptère.
- Avril à Juin 1971 : manifestations d'étudiants.
- 4 octobre au 12 octobre 1971 : voyage de Hailé Sélassié en Chine.
- 25 octobre 1971 : vote de l'Éthiopie à l'ONU en faveur de l'admission de la Chine communiste.
- Octobre 1971 : visite du negusse negest à Mogadiscio puis à Mao Zedong en Chine.
- Novembre 1971 : la « loi pour régler les relations entre propriétaires et tenanciers » est soumise au parlement par le gouvernement.
- 21 novembre 1971 : le général Techome Irguetou est assassiné au cours d'une embuscade par le Front populaire de libération de l'Érythrée. La loi martiale est instaurée en Érythrée et Asrate Kassa sera remplacé par Debebe Haile Mariam au poste d'enderasé.
- Février 1972 : fondation officielle du Front populaire de libération de l'Érythrée (FPLE).
- Mars 1972 : signature d'accords entre l'Éthiopie et le Soudan mettant fin à la rébellion sud-soudanaise.
- Mai 1973 : Hailé Sélassié se rend aux États-Unis  pour obtenir une aide financière afin de moderniser l'armée.
- 23 octobre 1973: l'Éthiopie rompt ses relations diplomatiques avec Israël.
- Février 1974 : constitution par un groupe d'officiers, dont Atnafu Abate et Alem Zewde Tessema d'un Comité de coordination des forces armées qui sera rapidement appelé "Derg".
- 28 février 1974 : Aklilu Habte-Wold est remplacé par Endalkachew Makonnen au poste de Premier ministre.
- Mars 1974 : Grève générale lancée par la Confédération des syndications éthiopiens et manifestations d'étudiants.
- 9 juillet 1974 : le Derg annonce la rédaction d'une constitution révisée.
- 22 juillet 1974 : Endelkachew Makonnen est remplacé par Mikael Imru.
- 10 août 1974 : le Derg publie une constitution qui ne sera jamais adoptée.
- 9 septembre 1974 : présentation par Aman Andom d'un plan en 19 points pour résoudre la crise érythréenne.
- 12 septembre 1974 : l'Empereur est renversé par le Derg. Début de la guerre civile éthiopienne. Asfaw Wossen est proclamé « roi d'Éthiopie » par le Derg.

## Depuis 1974
- 28 mai 1991 : Addis Abeba tombe sans résistance, le FDRPE prend le pouvoir et le régime du Derg est officiellement renversé. Cette date deviendra le jour de la fête nationale. Meles Zenawi assume la fonction de chef d'État d'intérimaire.
- 3 juin 1991 : des membres du derg font exploser un dépôt de munitions dans le sud-est de la capitale éthiopienne : plus de mille personnes furent tuées, plus de dix mille devinrent sans abri et des incendies furent déclenchées. Cet attentat fut le dernier acte du derg qui disparaîtra définitivement.
- Juin - Juillet 1991 : instauration à Addis Abeba d'un couvre-feu du crépuscule à l'aube.
- 1er juin 1991 : Meles Zenawi organise une conférence de presse : il annonce une nouvelle ère de démocratie et s'engage à convoquer une conférence le 1er juillet afin de nommer un gouvernement de transition et préparer des élections.
- 6 juin 1991 : Meles Zenawi annonce la formation d'un gouvernement provisoire avec Tamrat Layne comme premier ministre.
- 7 juin 1991 : l'aéroport international de Bole est rouvert au trafic normal.
- 18 juin 1991 : dissolution formelle du Parti des travailleurs éthiopiens et de ses organisations associées.
- 26 juin 1991 : Meles annonce qu'une conférence nationale afin de former un gouvernement de transition sera convoquée le 1er juillet.
- 16 février 1992 : Découverte des restes de Hailé Selassié dans le sous-sol du palais. Accord avec le FPLE : Assab peut être utilisé sans restriction par l'Éthiopie.
- 1993 : Rédaction de la nouvelle Constitution.
- Janvier 1993 : manifestations des étudiants d'Addis Abeba pour protester contre le référendum prévu en Érythrée. Des étudiants seront arrêtés et l'université sera temporairement fermée.
- Avril 1993 : l'université d'Addis Abeba est rouverte. Le référendum sur l'indépendance de l'Érythrée est organisée, le « oui » l'emporte avec 99,8 % des voix.
- 24 mai 1993 : L'Érythrée proclame officiellement son indépendance.
- Décembre 1994 : Une assemblée constituante approuve la nouvelle Constitution.
- 7 mai - 18 juin et 28 juin 1995 : Les premières élections législatives multipartites de l'histoire éthiopienne assurent au FDRPE plus de 80 % des sièges à la Chambre des représentants des peuples.
- Août 1995 : La République fédérale démocratique d'Éthiopie (RFDE) est officiellement proclamée.
- 22 août 1995 : Negasso Gidada devient président de la République.
- 23 août 1995 : Meles Zenawi devient Premier ministre.
- 1996 : Meles envoie des contingents de l'armée éthiopienne au Rwanda afin de contribuer au rétablissement l'ordre.
- 6 mai 1998 : des troupes érythréennes pénètrent dans la ville de Badmé (région du Tigré) déclenchant ainsi la guerre éthio-érythréenne.
- Mai 2000 : des pourparlers sont organisés à Alger entre les gouvernements éthiopien et érythréen. À la fin du mois, l'Éthiopie retira ses troupes d'Érythrée marquant la fin de la guerre.
- 14 mai - 31 août 2000 : les élections législatives sont remportées par le FDRPE.
- 8 octobre 2001 : Girma Wolde-Giorgis est élu président de la République.
- 2005 : élections législatives multipartiste remportées par le Front démocratique révolutionnaire du peuple éthiopien
- 9 octobre 2007 : Girma Wolde-Giorgis est réélu pour un mandat présidentiel de 6 ans.
- 4 novembre 2020 : Debut de la guerre du Tigré
- juillet 2022 : Incursion de l'Éthiopie par les shebabs
- juillet 2023 : La chambre haute du parlement éthiopien, la Chambre de la Fédération approuve la formation du 12ème Etat régional de l'éthiopie[1].